# 捉妖记 (2015年电影)
《捉妖記》（英語：Monster Hunt）是一部於2015年上映的奇幻喜劇電影，由許誠毅執導，袁錦麟撰寫劇本，谷軒昭任動作設計，主要演員有白百何、井柏然、曾志偉、吳君如、姜武、鍾漢良。
本劇是一部將人與動畫結合，製作而成的一部電影。劇本概念以蒲松齡《聊齋志異》的《宅妖》作參考，劇情主要講述了宋天蔭（井柏然飾）意外懷孕生下小妖王胡巴後，與天師小嵐（白百何飾）組成一家三口人妖家庭的故事。男主角宋天蔭原定由柯震東出演，並已把他個人的戲份拍攝完畢，但是因為柯震東吸毒事件令該電影無法上映，因此需要易角由井柏然擔演，讓整體成本攀升，因而被投資人追加投資7000萬人民幣把影片重拍。
《捉妖記》於2015年7月16日在中國大陸上映後收獲了影評人的好評，商業上也是十分成功，首兩天票房就達到3億人民幣，並成為首部突破20億票房大關的華語電影。
其後，出品方為《捉妖記》在中國大陸上映最後15天裡「公益放映」票房為4042萬，其做法被指「買票房」因而受到詬病，但是截至2015年9月13日，《捉妖記》累積票房已達24.35億人民幣，及超越了《澳門風雲2》，成為中國大陸2015年度電影票房冠軍。
2016年4月，央視新聞頻道與官方微博連發消息，點名批評了2015年全國票房冠軍《捉妖記》票房造假的醜聞，揭露《捉妖記》利用公益場次製造出約4000萬的虛假票房。

## 劇情
妖界发生叛乱，老妖王被杀，妖后怀着小妖王逃到了永寧村附近，該村保長宋天蔭（井柏然饰）的爸爸宋戴天自少離家後便沒見面，並由祖母養大。在這平靜的村莊，一天突然來了一對陌生夫婦竹高（曾志伟饰）和胖瑩（吴君如饰），而天師小嵐（白百何饰）也到來，揭穿竹高和胖瑩是妖的身份，與此同時，也發現全村村民竟然都是妖，而妖后在命危之時求助宋天蔭，將懷著的小妖王給了宋天蔭，最終宋天蔭生下妖王胡巴。然而，對於妖越界的葛千戶（鍾漢良飾）卻是重金懸紅要捉拿胡巴，並拿給廚子天師炮製，後來，他們經過一場精彩的旅行。

## 演員表
| 演員姓名       | 角色名稱     | 粵語配音                                                                     | 介紹 |
| 白百何         | 霍小嵐       | 顏卓靈                                                                       | 捉妖天師 |
| 井柏然         | 宋天蔭       | 張繼聰                                                                       | 宋天蔭母親在他年少時突然失踪，他的爸爸因而把宋天蔭帶到永寧村便離開他，並讓祖母養大宋天蔭                               |
| 周品睿（配音） | 小妖王胡巴   | 使用原音                                                                     | 妖怪，在自我意識認為是人。他還沒有學習妖語，他只是會像人類小嬰兒說“b”“b”，目前胡巴以為自己是人，比爸爸媽媽多兩隻手而已 |
| 曾志偉         | 竹高         | 原声                                                                         | 真身是一隻妖，變成妖時有七尺高及很瘦                                                                                   |
| 吳君如         | 胖瑩         | 原声                                                                         | 真身是一隻妖，變成妖時有三尺多高、肥胖但身手靈活；                                                                     |
| 姜武           | 羅鋼         | 古明華                                                                       | 捉妖天師，霍小嵐的竞争对手                                                                                             |
| 鍾漢良         | 葛千户       |                                                                              | 妖界的大反派 |
| 金燕玲         | 宋天蔭祖母   | 原声                                                                         | |
| 閆妮           | 駱冰         | 陳安瑩                                                                       | 郑涛之妻 |
| 保劍鋒         | 鄭濤         | 劉昭文                                                                       | 富商 |
| 周品睿         | 牛牛         |                                                                              | 大押店老板娘的儿子 |
| 郭晓东         | 宋戴天       |                                                                              | 宋天蔭父親 |
| 王栎鑫         | 小武         | 陳仕文                                                                       | 宋天蔭的死党 |
| 李菁菁         | 李大妈       | 謝月美                                                                       | |
| 姚晨           | 女厨神       | 潘芳芳                                                                       | |
| 湯唯           | 大押店老板娘 | 原声                                                                         | 客串 |
| 張悅軒         | 萌妖         |                                                                              | 客串 |
| 田雨橙         | 萌妖         |                                                                              | 客串 |
| 成泰燊         | 董伯         |                                                                              | 客串 |
| 康凱           | 大廚         |                                                                              | 客串 |
|                |              | 雷思蘭 蘇青鳳 陳健御 梁綺庭 朱栢康 邵美君 黃文偉 陳旭恆 陳振聲 鄭佩嘉 賴芸芬 | |

## 製作

### 籌備
許誠毅於2009年已開始與編劇袁錦麟籌備《捉妖記》，故事概念以蒲松齡《聊齋志異》的《宅妖》作參考，發展出劇中角色宋天蔭意外懷孕生下小妖王胡巴後，與天師小嵐組成一家三口人妖家庭的故事。
許誠毅打算把《捉妖記》拍為合家歡喜劇，但是如何找到適合的笑點，是這次劇本創作上的困難的地方，“我之前的了解有偏差，原來以為按照美式思維拍出來應該沒有問題，因為很多中國人都愛看好萊塢片。後來我發現自己錯了，他們只愛看美國大片，對美式喜劇理解上還是有偏差”。因此為了能讓中國觀眾喜歡《捉妖記》，許誠毅刻意在電影中加入了一些適合中國觀眾笑點的原素，“如打擊門鎖妖要密碼的段落，密碼設置為'438'，漢語的諧音為'死三八'，這對老外來說是完全不懂的梗”。另外許誠毅表示片中雖然有幾場歌舞橋段 ，但是他沒有特意想過要做出像好萊塢和印度電影的感覺，只是認為該部分用台詞的表演方法不夠有趣，因此改成了歌舞戲去表現，並沒有特意想過要做出像好萊塢和印度電影的感覺。

### 音樂
電影的配樂及四首樂曲由高世章作曲。這是高世章與該片導演許誠毅的第一次合作。高世章原本只是為電影寫一段陶笛曲(即影片中井柏然用戴在白百何身上的那支陶笛吹響的片段)，後許誠毅該聽過配樂之後隨即希望高世章能夠負責整部電影的音樂創作，最終高世章創作了《捉妖記》中的全部音樂。高世章表示他試圖用百老匯的歌舞、中國民樂的傳統配器，再加上好萊塢式的配樂，為電影呈現一場音樂大雜燴，因為他認為“電影蘊含的元素太多，很難用同一種風格表現出來”。他發現，導演對電影的喜劇定位要求配樂有滑稽感，而該電影發生在古代東方的故事設定意味著不能捨棄音樂中的中國元素，再者劇中同時包含父子情、人性惡等多方面的內容又要求音樂有層次感， 高世章透露“如果只偏向其中一種風格，或是捨棄其中一種風格，都會讓電影配樂顯得很單薄”。

### 特效

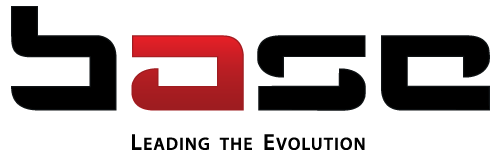
Base FX成立於2006年，總部位於北京三里屯，公司內部超過80%的工作人員均為中國人。

《捉妖記》導演許誠毅最先接觸的是好萊塢特效公司光影魔幻工業，並僱傭了光影魔幻工業為電影顧問。由於這是一部在中國拍攝、講述中國故事的電影，作為合作夥伴，光影魔幻工業將在北京的Base FX特效公司推薦給了他。Base FX是一間成立於2006年的電影後期視覺特效和動畫公司。老闆曾有過好萊塢工作的經歷，並從承接好萊塢影視劇特效的“外包”工作起家，到憑藉為HBO劇集《太平洋戰爭》、《海濱帝國》製作特效，先後於2010、2011年兩度獲得艾美獎最佳視覺特效獎。在看過作品後，許誠毅決定與Base FX合作。許誠毅決定與Base FX合作。除了對其技術的認可，他另一層面的考慮是：“我在懷柔拍實景，不拍的時候我就可以去三里屯檢查特效進程。但如果選擇美國團隊，我根本沒有辦法隨時趕過去”
根據報道，此次《捉妖記》中有1100多個特效，Base FX公司承擔了其中的812個特效，並前後總共有468人參與了《捉妖記》的特效鏡頭製作。根據特效製片人楊月娟介紹，Base FX為電影製作了814個電影鏡頭，製作內容包括所有資產（特效電影領域中，特效角色、環境、道具都屬於資產）的設計製作、所有角色動畫鏡頭、部分大場景鏡頭、特效鏡頭、群組鏡頭等，當時提供給製片方安樂的總報價為9200萬，佔電影總投資額的近3成。

### 造型設定
電影中的「胡巴」形象設計由導演許誠毅個人設計，一開始設計了很多不同版本的「胡巴」，然後才挑。他專門為第一版的胡巴做了四分鐘的樣片，請各路朋友提提意見，最終大家一致建議胡巴應該更加可愛一點，最好能讓人一看見就想抱在懷裡揉來揉去，於是就設計了現在在電影上出現的胡巴了。
而且劇組也參考了《山海經》， 設定了電影裡面的妖，男的要有四隻手，女的要具有四條腿；由於胡巴是一個小男孩，所以他有四隻手，而他的四隻手還沒有太成形，就要設計的比較軟。除此之外，他頭上的草也是後來加的，開始胡巴頭上還有四條會動的東西，但後來我們在設計時覺得應該融入大自然的特點，所以就把胡巴的頭髮變得像草一樣，但那又不是草，而是會因為他情緒變動而隨著搖擺的頭髮，比如開心時，頭髮就會搖得厲害，不開心的時候，頭髮就會垂下來，就像狗尾巴。而劇中妖語也請了民族語言專家設計，結集藏族、苗族等多個少數民族語言組成。

### 重拍
《捉妖記》本已在2013年12月殺青，並由柯震東出演男主角宋天蔭，原定於2015年春節上映。2014年8月14日，柯震東和房祖名在北京市吸毒被逮捕，根據廣電總局下發的封殺劣跡藝人通知(俗稱「劣跡令」)，犯了吸毒等演藝人員不能被錄用。同年10月9日下午，《捉妖記》劇組正式收到中國大陸官方決策的相關指令，原定於當晚在上海舉行的「妖世界開城大典」活動被迫取消。即便如此，江志強也沒直接考慮重拍，「我們先考慮了能否直接改變柯震東的形象。我去找了布拉德皮特那部《奇幻逆緣》的特效化妝團隊（Digital Domain），對方聽了我們的情況，說這種操作難度太大，結果開出的報價高的不得了。我一算，比重拍還貴。」因此決定重拍《捉妖记》。當時江志强監製的電影《黃飛鴻之英雄有夢》(2014)拍攝完畢，他認為劇中的演員井柏然是個很努力的演員，向許誠毅提議邀請井出演宋天蔭並獲得許的同意，而井柏然看過劇本後，很快就答應出演。
投資者江志强投入7000萬重新拍摄，重拍版本中加入了姚晨、湯唯、田雨橙和張悅軒參與，第一版電影中姚晨和湯唯扮演的角色原是由其他演員出演，在確定需要重拍後並分別由姚晨和湯唯出演後，角色戲份因而得到增加。而原版《捉妖記》就出演的演員如吳君如、曾志偉、白百何等人也沒有拿額外的片酬參與補拍。此外，除重聚演員之外，劇組還得重新搭景，《捉妖記》於2015年2月23日進行補拍，僅補拍就耗時1個多月。《捉妖記》的後期特效更用了半年之久，它是在上映前三個星期前才剛剛做完。
此外，因為《捉妖記》的特效來不及重新再做，需要把舊版鏡頭與新版拼起來。由於「胡巴」的動作軌跡已經根據第一版做完了，井柏然在實際拍攝中是要和空氣或者綠幕來完成對手戲外，更大的難題是要跟CG結合，他必須做到每一個肢體動作與第一版一樣，甚至具體到胳膊抬起來的高度，因此井柏然在拍攝時不能自由發揮。

## 反響

### 票房

#### 中國大陸
電影《捉妖記》在2015年7月12日於中國大陸進行點映，點映地點包北京、上海、廣州、深圳、成都等27個城市的696個影廳中，共有106,407人觀看，和點映場總體座位數116,569相比，整體上座率達95％以上。
首天公映當日(即2015年7月16日)晚上9時30分，電影《捉妖記》以41.4%的全國電影排片，共57,239場次獲得1.62億人民幣票房（加上點映和零點場為1.72億人民幣元），創下當時的華語電影首日最高票房紀錄（此紀錄其後被電影《港囧》(2015)超越）。此外IMAX公司也宣布，電影《捉妖記》於中國大陸216家IMAX影院開畫，首周末取得了870萬美元的IMAX票房成績，成為經由IMAX DMR (數字原底翻版)技術轉制的華語電影的首周末票房冠軍，而《捉妖記》於首週的週六(即7月18日)取得270萬美元的IMAX票房佳績，此成績打破了IMAX華語影片的單日票房記錄，而《捉妖記》的成績也超過了早先IMAX華語大片首周末票房的紀錄保持者《大鬧天宮》(2014)。
《捉妖記》首周在同期上映的電影《煎餅俠》(2015)和《西遊記之大聖歸來》(2015)的放映下，四天總共只上映了22萬多場次，仍以首周場均78人，並以6.70億人民幣的成績票房拿下了中國大陸一周票房冠軍。
《捉妖記》在首周表現亮眼之後，第二週時票房並沒有變得疲弱，反而是票房比首週略有增長。《捉妖記》次週在《煎餅俠》(2015)和《西遊記之大聖歸來》(2015)的放映下，並非一家獨大，共放映約36萬場，佔全國全部場次的不到三分之一；然而依靠場均53人的上座率，以7.07億的票房成功衛冕中國大陸一周票房冠軍。此外，《捉妖記》上映了七天半，於2015年7月23日下午2时左右，累計票房正式突破了10億元人民幣大關，超越了9.74億元人民幣票房的《澳門風雲2》(2015)，並成為2015年第一部突破10億票房的華語電影；《捉妖記》僅用11天，就打破了《人再囧途之泰囧》的國產片歷史總紀錄。根據國家新聞出版廣電總局電影資金辦消息稱，截至2015年7月26日10時，電影《捉妖記》以12.68億元人民幣票房超越了2012年的《人再囧途之泰囧》12.67億元人民幣的華語電影票房最高紀錄，成為了目前中國電影票房史上收入最高的華語電影。
《捉妖記》在第三週面對其他新片如《王朝的女人·楊貴妃》(2015)、《謎城》(2015)的放映下，與同期上映的電影《煎餅俠》(2015)和《西遊記之大聖歸來》(2015)一樣在上映場次受到影響，第三週的放映場次因此縮減到約27萬場；然而《捉妖記》的票房仍然勢不可擋，第三週還有場均42人的上座率，並以4.27億元人民幣的票房再一次衛冕中國大陸一周票房冠軍。2015年8月7日下午，《捉妖記》官微發博稱影片下映延期至9月16日。電影在第四週中有多達11部新片上映下，《捉妖記》的票房和上週同比僅損失42%，以2.46億元人民幣拿下一周票房冠軍，實現四連冠票房冠軍，還成為了第一部20億華語片。
第五週因為“天津港「8.12」特別重大火災爆炸事故”的影響，中國大陸全國都籠罩在沉痛的氣氛中，票房大盤因而整體走低。《捉妖記》在這週仍拿1.6億元人民幣，但是被《滾蛋吧！腫瘤君》超越，只拿下該週的一週票房亞軍。其後《捉妖記》在新片如《终结者：创世纪》(2015)和《新娘大作戰》(2015)的上映下，票房及放映場次在上映的第六週期間縮減，取得1.16億元人民幣，並拿下該週的一週票房第四名。《捉妖記》上映了58天，於2015年9月11日，其總票房正式打破《速度與激情7》(2015)在中國大陸創下的24.26億的票房紀錄，成為中國內地電影市場票房總冠軍。
截至2015年8月27日，《捉妖記》的觀影人次以達6525萬人。
至2015年9月13日，《捉妖記》總票房累積至24.35億人民幣。《捉妖記》曾先後超過了電影《阿凡達》、《侏羅纪世界》、《復仇者聯盟2：奧創紀元》、《變形金剛4》和《速度與激情7》排到了中國內地市場影史票房第1位，其後該票房紀錄被2016年上映的《美人魚》打破。
《捉妖記》自首映天公映7月16日起，已經連續28天拿下中國大陸單日票房冠軍，從7月16日到21日連續六天單日票房過億。電影繼上映首天以1.62億創下當時的華語影史首日票房最高紀錄，7月18日以1.85億登上當時華語影史單日票房冠軍位置（此兩個紀錄其後皆被電影《港囧》(2015)超越）。《捉妖記》分別用8天和24天的時間達到了10億和20億人民幣的票房。
| 上一届： 《小时代：灵魂尽头》 | 2015年中国内地一周票房冠军 第29-32周（7月13日—8月9日） | 下一届： 《滚蛋吧！肿瘤君》 |

#### 香港
在香港由安樂影片發行，並和中國大陸一樣於2015年7月16日公映。雖然影片在中國大陸票房已經過十億，但在香港市場，電影《捉妖記》面對著同期兩部動畫《迷你兵團》與《玩轉腦朋友》上映，影片首日在34廳上映170場。周日獲增場四分之一至35院上映逾210場，結果全日錄得近萬五人次，每場平均人次亦接近70。然而，電影在港上映以2D為主之下，即使安樂自己的院線也不例外，結果香港首周四天票房約在341萬港元（加上優先場為356萬港元），位列該周香港票房榜第4名。《捉妖記》在兩部荷里活動畫上映下，第二個周維持約130場放映，結果錄得近九千人次，而累積11天的票房也衝破七百萬大關。至2015年8月31日，《捉妖記》在香港的累積票房為HK$10,297,490。

### 評價
中國電影界曾為《捉妖記》研討。中國電影家協會、中國電影出版社曾主辦一個名為“《捉妖記》：國產大片的新標杆與新世代的主題研討會”，會中對於影片給予了充分肯定，認為《捉妖記》在中國傳統文化元素與影像的現代表述、故事內容和影像交融的美學詮釋、真人動畫奇幻特效製作技術等領域，為國產電影工業製作的標準提供了借鑒，提升了國產電影的創作自信；而《捉妖記》大膽的藝術探索和嘗試以及所取得的成績，將極大地鼓舞國內電影創作者創作出更有品質的作品。中國電影家協會副主席明振江認為，《捉妖記》對中國傳統文化的深入挖掘令電影中對國電影產業具有里程碑意義“《捉妖記》題材上的創新在於人和妖的塑造上突破了一般電影題材和類型的定義，通過善良正義的萌妖形象，達到了全年齡層的受眾覆蓋，是一部合家歡式的電影”。
英國媒體《BBC News》官網的一篇評論把《捉妖記》的票房成功歸結於四點，分別是:超現實鬧劇、功夫打鬥、海外電影限製上映和爭議性的結尾，稱片中“宋天蔭喂養胡巴的橋段是中國喜劇的典型代表”，並認為和周星馳2008年的的電影《長江7號》具有一些相似之處，“兩部影片都設有一個幻想的喜劇題材，也有一個主角保護一個可愛的怪物，和皆融合了真人和電腦生成圖像拍攝”。BBC報導稱，《捉妖記》票房之所以能這麼高，有一個重要原因是中國存在對外片的限制政策，每年只能有34部分賬片在中國上映，以保護中國本土電影的票房，“而外片在中國的上映時間也通常會推遲，以便中國本土得到最好的市場，這種限制在夏天尤為明顯”。

### 公益放映涉嫌票房造假
2015年8月30日，有微博網友在網上對《捉妖記》在中國大陸提出票房造假的質疑，並附上截圖說明電影出品方安樂影片旗下的百老匯院線給《捉妖記》進行了大規模的排片，時間一般為早場或午夜場，但上座率卻達到百分之百，而且對於《捉妖記》這一部達120分鐘的電影，甚至出現了在同一影廳每隔十五分鐘就有新排場的情況，質疑《捉妖記》片方自己掏錢把影片的票房不斷推高
《捉妖記》官方微博即晚在2015年8月30日夜間發出官方聲明作出解釋。聲明中稱，安樂電影公司的確使用了片方付款的方式進行包場，但目的是進行公益放映，回饋給特定的觀眾群體進行免費觀影；至於凌晨場次以及不到半小時就輪排的情況，則是因為總部與各地影院溝通時出現問題，“經查，因總部公益放映安排要求下達時，跟一些影院溝通信息不暢，導致部分影城排映出錯。我們已經對相關人員進行嚴肅的批評教育，並要求各地影院嚴格執行總部的公益放映要求。”。
此外，《捉妖記》的票房事件也分別引起了CCTV-6電影頻道旗艦欄目《中國電影報導》和國外票房網站的關注。安樂影業經理張晗接受《中國電影報導》訪問時解釋百老匯院線和安樂影片是分別獨立核算的，各一家百老匯影城都有自己銷售的任務，並表示一般的影城接受這種包場的條件是保證你要採購至少百分之五十以上的票影城才能留這個場次否則會損失很多受益，因此安樂影片要為《捉妖記》在百老匯院線公益放映也是需要去包場付費的。而且院線必須提前出票才能給慈善團體，因而令網友在網上看到貓眼上《捉妖記》的場次中座位全部鎖死的，並顯示滿座。此外，張晗表示包場的所有票數，不管有沒有人看，也會計算到入《捉妖記》的總票房之中，“因為每個影院的售票系統都是跟國家電局是有後台監控的。你賣出一張票都是要實打實的付出現金，我們(安樂影業)也是要交稅的”。而國外票房網站pro.boxoffice的文章中表示如果捉妖記奪下中國大陸市場影史票房冠軍，可能需要打個星號。
《捉妖記》的發行方承認，在《捉妖記》於中國大陸上映的59天中，最後15天裡共為《捉妖記》贈票房為4042萬，平均每天270萬。根據《每日經濟新聞》(National Business Daily)的計算，這些贈票幾乎占到《捉妖記》那15天上映票房的全部。
其後2016年4月央視新聞就《捉妖記》涉嫌造假報道，點名批評了2015年全國票房冠軍《捉妖記》票房造假的醜聞。除了揭露《捉妖記》利用公益場次製造出約4000萬的虛假票房，還有一位業內人士新影聯院線前副總經理高軍在視頻中公開表示：票房注水已經成了電影行業的“潛規則”，稱“很多影片買票房，很普遍”。記者分別對參與當時公益放映的北京、杭州等地的多家影城進行了調查。其中有一家杭州百老匯的戲院，開業五年，從沒進入過全國票房百強。但在這次《捉妖記》公益放映期間，它六次成為全國票房第一，第一次發生在2015年8月28號，它的單日票房比前一天翻了近七倍。其後記者參考一位業內知情人士，為記者提供了一份當天這家影城向主管部門提供的票房明細，揭發公益放映的電影被安排放在凌晨上映。而記者在一個週六，選擇了凌晨12點，實地走訪了這家影院所在的購物中心，發現人流量都少，“這家購物中心晚上10點就結束營業了，凌晨的時候，整個購物中心只有兩個出口，一個是馬上大家要看到的萬象城的南門，這是唯一電影散場之後，觀眾可以走出來的出口，另一個就是前面不遠處的一個車庫出口。當天凌晨，這家購物中的兩個出口，幾乎沒有人和車輛進出。之後的十天裡，記者依舊在這個購物中心門口進行蹲點調查，從凌晨12點到3點。發現無論是南門出口，還是車庫出口，人流量都少的可憐”。但是根據影院上報的票房數據，這多安排出的凌晨場次，不僅場場爆滿，而且上座率要達到108%。也就是說每100個觀眾中，就有7、8個是站著看完這部將近兩個小時的國產大片。其後深圳晚報就央視新聞的涉嫌造假報道採訪了數十位電影發行、宣傳、電商、第三方票務網站、深圳影城經理，他們一致表示：“製造虛假票房並不是普遍現象”，“去年的票房榜是可信的，最多有10 %偷了，而且《捉妖記》即使後面有泡沫，其本身依然是一部20億+級商業大片。”

## 獎項
| 獎項                         | 類別                       | 獲獎者/提名者                  | 結果 |
| ---------------------------- | -------------------------- | ------------------------------ | ---- |
| 第52屆金馬獎                 | 最佳視覺效果               | Jason H. SNELL、潘國瑜、湯冰冰 | 提名 |
| 第52屆金馬獎                 | 最佳美術設計               | 種田陽平、李健威               | 提名 |
| 第52屆金馬獎                 | 最佳造型設計               | 奚仲文                         | 提名 |
| 第52屆金馬獎                 | 最佳音效                   | 曾景祥、李耀強、姚俊軒         | 提名 |
| 第10屆香港電影導演會年度大獎 | 新晉導演獎                 | 許誠毅                         | 獲獎 |
| 第10屆亞洲電影大獎           | 最佳視覺效果               | Jason H. SNELL、潘國瑜、湯冰冰 | 提名 |
| 第10屆亞洲電影大獎           | 最佳音響                   | 李耀強、曾景祥、姚俊軒         | 提名 |
| 第10屆亞洲電影大獎           | 2015年最高票房亞洲電影大獎 |                                | 獲獎 |
| 第11屆金話梅電影選舉         | 最差兩岸華語電影           | 捉妖記                         | 提名 |
| 第35屆香港電影金像獎         | 最佳美術執導               | 種田陽平、李健威               | 提名 |
| 第35屆香港電影金像獎         | 最佳服裝造型設計           | 奚仲文                         | 獲獎 |
| 第35屆香港電影金像獎         | 最佳音響效果               | 曾景祥、李耀強、姚俊軒         | 提名 |
| 第35屆香港電影金像獎         | 最佳視覺效果               | Jason H. SNELL、潘國瑜、湯冰冰 | 獲獎 |
| 第35屆香港電影金像獎         | 新晉導演                   | 許誠毅                         | 獲獎 |
| 第16届华表奖                 | 优秀故事片                 | 捉妖記                         | 獲獎 |
| 第33屆大眾電影百花獎         | 最佳故事片                 | 捉妖記                         | 提名 |
| 第33屆大眾電影百花獎         | 最佳編劇                   | 袁锦麟                         | 提名 |
| 第33屆大眾電影百花獎         | 最佳導演                   | 許誠毅                         | 提名 |
| 第33屆大眾電影百花獎         | 最佳男主角                 | 井柏然                         | 提名 |
| 第33屆大眾電影百花獎         | 最佳女主角                 | 白百何                         | 提名 |
| 第33屆大眾電影百花獎         | 最佳女配角                 | 姚晨                           | 提名 |
| 第13届长春电影节             | 最佳女主角                 | 白百何                         | 獲獎 |
| 第31届中国电影金鸡奖         | 最佳女主角                 | 白百何                         | 提名 |
| 第31届中国电影金鸡奖         | 最佳美術執導               | 種田陽平、李健威               | 提名 |

## 家用媒體播放
《捉妖記》於2015年9月18日在中國大陸視頻網愛奇藝給會員在網上觀看。

## 續集
導演許誠毅在2015年7月接受時光網專訪，透露影片將會拍攝三部曲，就連第三部的結尾許誠毅導演都已經開始設想了。導演許誠毅透露，《捉妖記2》會著重完善第一部的世界觀。江志強於2017年5月接受時光網訪問時透露，正在做後期制作的《捉妖記2》投資比前作高兩三倍，接下來除了系列第三部，還將拍攝梁朝偉的角色以及新妖笨笨的外傳。

## 相關
- 中国内地最高电影票房收入列表

## 备注
这部电影的原始制作预算为4000万美元(不包括营销、宣传和广告费用)。然而，由于重新拍摄，预算攀升至约5600万美元。